# BR-120
A BR-120 é uma rodovia federal longitudinal do Brasil que encontra-se com sua execução incompleta. Seu projeto original previa a ligação do município de Arraial do Cabo (RJ) à cidade de Araçuaí (MG). Ela atravessaria os estados do Rio de Janeiro e de Minas Gerais.
Em Minas Gerais, a BR-120 atravessa municípios importantes como Ferros, Santa Maria de Itabira, São João Evangelista, Ponte Nova, Viçosa, Itabira, Guanhães, Senhora do Porto e Capelinha. O trecho executado possui extensão de 964,5 km.
Seguindo o projeto inicial no sentido norte-sul, a BR-120 inicia-se com um trecho não implantado na porção mais a norte da rodovia, compreendendo a ligação entre as cidades de Capelinha e Araçuaí, passando por Jenipapo de Minas. Adiante, entre Capelinha e Coimbra, toda a rodovia foi executada. A partir de Coimbra, passando por Guidoval e Dona Eusébia, foi implantada sob jurisdição estadual, e segue até Leopoldina, voltando para a jurisdição federal. De Leopoldina a São Pedro da Aldeia, passando por Volta Grande e saindo de Minas Gerais, nenhum trecho foi executado. Por fim, chega a Arraial do Cabo, no Rio de Janeiro.
No estado do Rio de Janeiro, o único trecho existente da rodovia é o localizado entre Arraial do Cabo e São Pedro da Aldeia, que é administrado pelo governo do estado sob a denominação de RJ-140.